# Moctar Ouane
Moctar Ouane (Bidi, 11 de octubre de 1955) es un diplomático y político maliense. Del 28 de septiembre de 2020 al 27 de mayo de 2021 fue el primer ministro de Malí, designado por Ba N'Daou tras el golpe de Estado de agosto de 2020.

## Biografía
Nacido en Bidi, en el centro del país, una de las regiones más afectadas por los ataques yihadistas. Tras estudiar derecho en Senegal donde se licenció en derecho público con una maestría en relaciones internacionales y administración pública por la Universidad de Dakar, en 1982 se incorporó en Malí a la función pública. Su primer trabajo fue como asesor técnico del Secretario General del Gobierno puesto que asumió hasta 1986. Fue asesor diplomático del primer ministro de 1986 a 1988, jefe de gabinete del Secretario General de la Presidencia de 1988 a 1990, asesor diplomático del presidente Moussa Traoré de 1990 a 1991 y del jefe de Estado de transición Amadou Toumani Touré de 1991 a 1992, y luego asesor diplomático del primer ministro en 1992.
Su formación de 1992 a 1993 en la Escuela Nacional de Administración en Francia fue un punto de inflexión en su carrera diplomática. Regresó al Ministerio de Relaciones Exteriores donde entre 1994 y 1995 fue asesor político.
El 27 de septiembre de 1995 asumió el puesto de Representante Permanente de Malí ante las Naciones Unidas. Durante este periodo, se desempeñó como presidente del Consejo de Seguridad de las Naciones Unidas en septiembre de 2000 y diciembre de 2001. Asumió el puesto hasta el 27 de septiembre de 2002.  Posteriormente fue Embajador Director de Cooperación Internacional de 2003 a 2004 año en el que fue nombrado Ministro de Relaciones Exteriores y Cooperación de Malí el 2 de mayo en el gobierno de Ousmane Issoufi Maïga. Fue reelegido para este cargo por el presidente Amadou Toumani Touré en los gobiernos de Modibo Sidibé del 3 de octubre de 2007 y el 9 de abril de 2009.
Después de dejar el cargo como Ministro de Relaciones Exteriores en 2011, Ouane fue Asesor Diplomático de la Unión Económica y Monetaria de África Occidental en enero de 2014 y en enero de 2016 fue nombrado Delegado General para la paz y la Seguridad de la organización.
El 27 de septiembre de 2020 fue designado primer ministro de Malí por Ba N'Daou, presidente de facto tras el golpe de Estado de agosto de 2020. Tomó posesión el 28 de septiembre, sucediendo a Boubou Cissé. El nombramiento de un civil como primer ministro abrió la puerta al levantamiento de las sanciones impuestas por la CEDEAO a Malí tras el golpe de Estado del 18 de agosto.

### Primer gobierno de Ouane
El 5 de octubre de 2020 se dio a conocer la composición del nuevo gobierno de Malí en el que cuatro militares de la junta golpista asumieron ministerios estratégicos: Defensa, Seguridad, Administración Territorial y Reconciliación Nacional. Ouane presentó su dimisión y la de su gobierno el 14 de mayo de 2021 tras una serie de reuniones iniciadas por el presidente Bah N'Daw para recuperar el diálogo político y social entre las autoridades de transición y representantes de los partidos políticos y de la sociedad civil en febrero de 2021. El M5-RFP reclamó la dimisión del gobierno y una rectificación de la transición.

### Segundo gobierno de Ouane
Tras su dimisión y la de su gobierno el 14 de mayo de 2021 recibió un nuevo encargo de formar gobierno "más inclusivo" haciendo un mayor esfuerzo para incorporar a la clase política.
El 24 de mayo de dio a conocer la composición del nuevo gobierno de 25 miembros entre ellos 5 mujeres. En este segundo gobierno aunque los militares mantenían el poder dos figuras claves del ex-Comité Nacional para la Salvación del Pueblo quedaron fuera: el coronel Modibo Koné al frente del ministerio de Seguridad y Protección Civil era sustituido por el general Souleymane Doucouré, hasta entonces jefe del estado mayor del Ejército del Aire y el coronel Sadio Camara era sustituido en el ministerio de Defensa por el general Mamadou Lamine Ballo. El coronel mayor Ismael Wagué mantenía el ministerio de Reconciliación Nacional y Abdoulaye Maïga el ministerio de Administración Territorial y Descentralización. Zeïni Moulaye se mantenía como ministro de Asuntos Exteriores y de Cooperación Internacional, incorporándose a Sidiki Samake en el ministerio de Justicia y a representantes de varios partidos políticos en otros ministerios.
Horas después de informarse de los nombramientos el presidente Ba N'Daou y el primer ministro Moctar Ouane fueron trasladados al cuartel militar de Kati donde se gestó el golpe de Estado de agosto de 2020.  Fueron liberados tres días después, el 27 de mayo, y obligados a dimitir en un segundo golpe de Estado en el que el coronel Assimi Goita hasta entonces vicepresidente, asumió la presidencia de facto sustituyendo a Ban N'Daou.
El 27 de agosto de 2021, Moctar Ouane fue liberado del arresto domiciliario.